# Daniel Passent

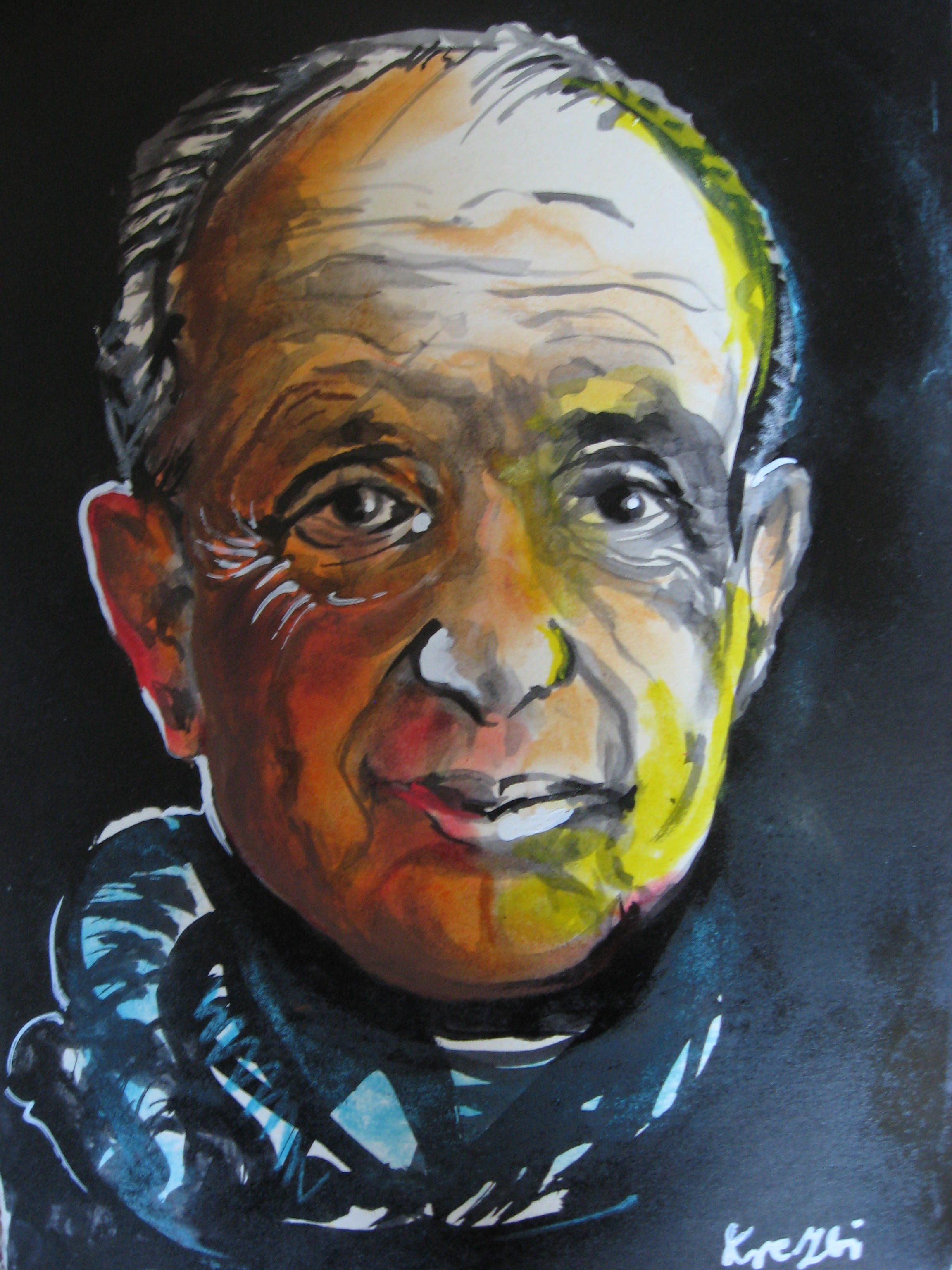
Daniel Passent, gemalt von Zbigniew Kresowaty

Daniel Passent (* 28. April 1938 in Stanislau, Polen, heute: Iwano-Frankiwsk, Ukraine; † 14. Februar 2022) war ein polnischer Journalist.
Daniel Passent studierte Journalismus in Warschau, Leningrad, an der Princeton University und der Harvard University in den 1950er und 1960er Jahren. Im zweiten Studienjahr an der Universität Warschau 1956 begann er bereits mit seiner journalistischen Tätigkeit bei der kommunistischen Jugendzeitschrift Sztandar Młodych (Fahne der Jungen). Ab 1959 arbeitete er für das politische Wochenmagazin Polityka, unterbrochen nur von Auslandsaufenthalten. Passent sprach fünf Sprachen. Von 1990 bis 1997 war er Redakteur in Boston für das spanischsprachige Monatsmagazin El Diario Mundial; 1997 bis 2002 polnischer Botschafter in Chile.
Neben seinen Reportagen und Kolumnen schrieb er einige Bücher, u. a. über den Vietnam-Krieg, die Olympischen Spiele 1972 in München, über die Drogenproblematik in den Vereinigten Staaten und über den einzigen polnischen Weltklassetennisspieler Wojciech Fibak. Noch während seiner Studienzeit schrieb er satirische Kabarettnummern für das Studentenkabarett STS. Hier lernte er seine spätere Frau Agnieszka Osiecka kennen, mit der er eine gemeinsame Tochter hatte. Agata Passent ist mittlerweile ebenfalls Journalistin und studierte ebenfalls in Harvard. Außerdem übersetzte er Bücher und Texte von James Baldwin und Martin Luther King ins Polnische.
Bis Februar 2022 hatte er wöchentlich eine Kolumne in der Wochenzeitschrift Polityka sowie die sonntägliche Talkrunde "Passent und seine Freunde" beim Radiosender TOK FM.